# Kadoelermeer
Il Kadoelermeer è un lago di confine nei Paesi Bassi. È separato a ovest dal Vollenhovermeer attraverso il Vollehoverkanaal mentre ad est è separato dallo Zwarte Meer nel punto in cui la via d'acqua si allarga. Prende il nome dall'adiacente villaggio di Kadoelen.
La costa meridionale fa parte del Noordoostpolder nella provincia del Flevoland mentre la costa settentrionale fa parte della provincia dell'Overijssel.
Il Kadoelermeer è poco profondo ed è navigabile solo in una stretta fascia appositamente escavata. Al suo interno sono presenti due isole disabitate.